# Karl Heinrich Ulrichs
Karl Heinrich Ulrichs (Kirchdorf, barri d'Aurich, 1825-1895) fou un jurista, latinista, editor i escriptor alemany, considerat com un dels grans pioners de la sexologia. Va crear la revista Uranus que tot i que no va anar enllà des primer número, en la història va ser la primera revista per a gais. És considerat comi el primer activista gai dels temps moderns.

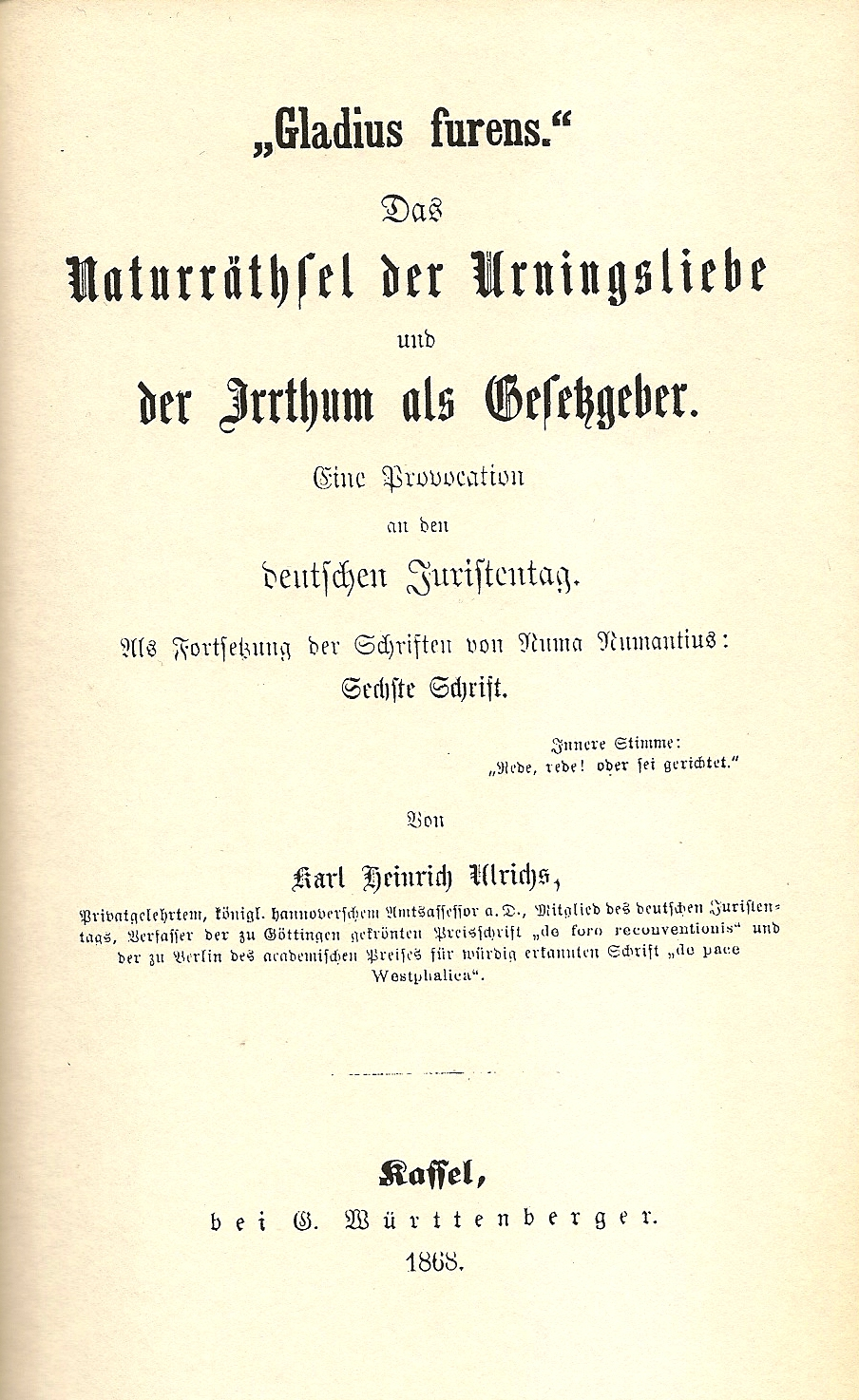
Frontís interior de Gladius Furens… (1867)

Va ser l'avanter quan el 29 d'agost del 1867 va fer la seva sortida de l'armari i va declarar-se obertament homosexual davant més de cinc cents juristes al congrés anual dels Juristes Alemanys a Múnic (Baviera). Hi va ser deixat com un drap brut pels seus col·legues, després de llegir el pamflet El glavi enfurismat: l'enigma de l'amor uranià [homosexualitat] i els errors del legislador… que el mateix va intitular «una provocació». El 1872 el govern del jove imperi prussià va incorporar el paràgraf 175 al seu nou codi penal que criminalitzava l'homosexualitat. Davant tanta homofòbia el 1880 va decidir emigrar cap a Itàlia, on hi havia més tolerància. Primer à Nàpols i després a L'Aquila als Estats Pontificis, on aleshores es considerava que n'hi havia prou com reparació del pecat, si no fos confessat, amb el castig a l'infern, post mortem. S'hi va estar fins a la seva mort. Hi va guanyar la vida com a professor d'alemany i llatí. Hi va publicar la revista Alaudae, que propagava el llatí com a lingua franca dels humanistes.
En aquesta època, la paraula homosexual encara no existia. Va adherir a la teoria del tercer sexe per als gais. Com encara no s'havia trobat amb cap lesbiana, només més tard va afegir un quarter sexe. Va crear les paraules «uranià» i «uraniana», per designar els gais, i «dionià» per als heteros.
Obres destacades
- Forschungen über das Räthsel der mannmännlichen Liebe (e-book) (en alemany), 1864, p. 82. (Recerques sobre l'enigma de l'amor d'home a home).[8]
- ‘Gladius furens': das Naturräthsel der Urningsliebe und der Irrthum als Gesetzgeber: eine Provokation an den deutschen Juristentag.  Max Spohr, 1868. (El glavi enfurismat: l'enigma de l'amor uranià [l'homosexualitat] i els errors del legislador: una provocació al dia anual dels juristes alemanys)

## Reconeixement
- El 1998, la ciutat de Múnic, on Ulrichs va fer la seva sortida de l'armari va crear la plaça Karl-Heinrich-Ulrichs-Platz, la primera plaça dedicada a un activista gai a l'Alemanya. Tot i que hi ha altres gais i lesbianes que tenen nom de carrer, va ser la primera vegada que l'activisme gai de l'honorat va ser explícitament la raó de l'honor.[9] El 2002 a Bremen es va crear la plaça Ulrichsplatz, el 2006 la Karl-Heinrich-Ulrichs-Strasse a Hannover.
- El 2013, la ciutat de Berlín va canviar el carrer Einemstrasse prop de la Nollendorfplats al barri gai de Schöneberg en carrer Karl-Heinrich-Ulrichs-Strasse,[1] i finalment el 2014 al seu poble natal d'Aurich.[10]
- El 2015 la Casa Goethe a Frankfurt del Main li va dedicar una exposició,[11] quan la ciutat li va dedicar una plaça, la Karl-Heinrich-Ulrichs-Platz.[12]

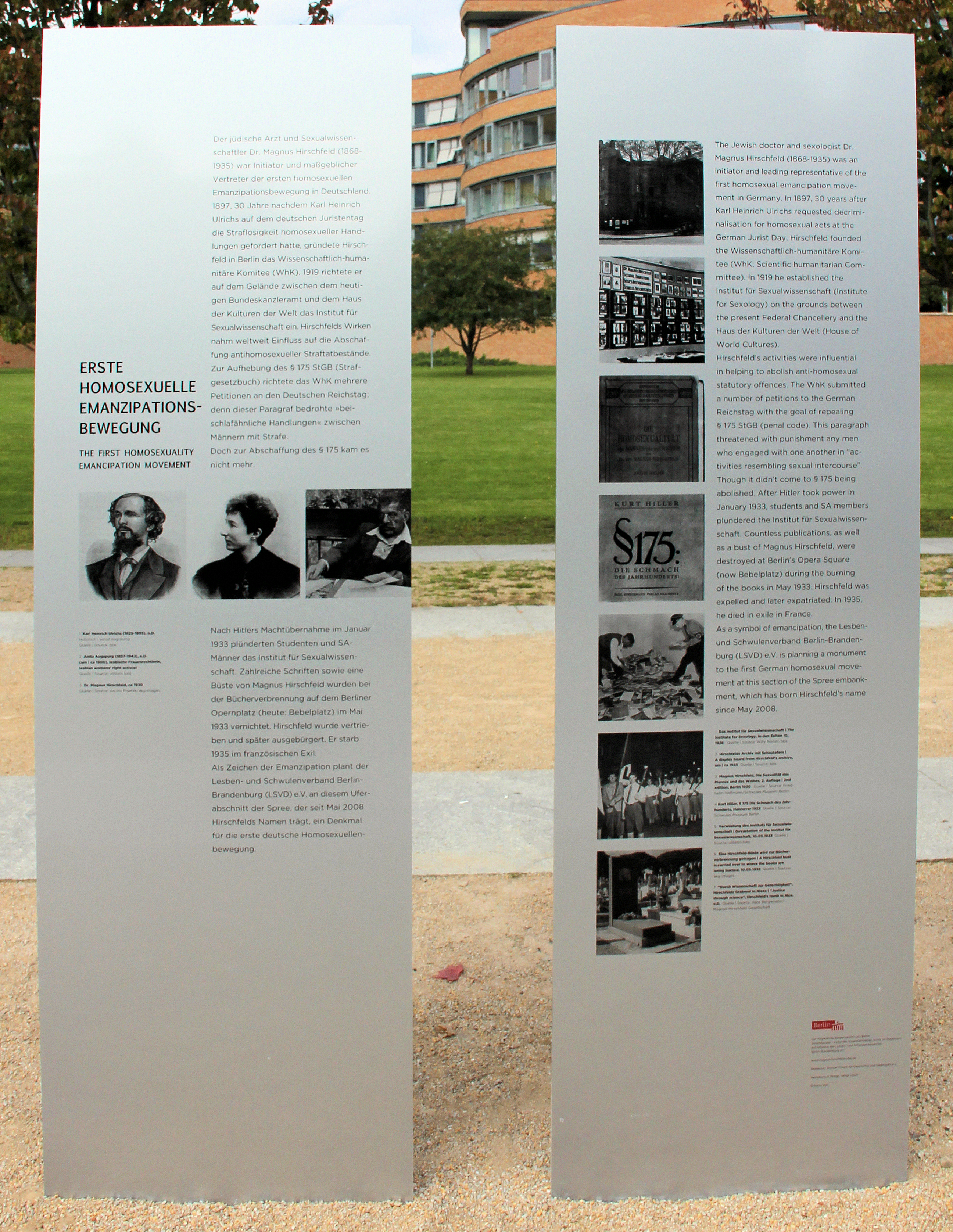
Taula commemoratiua de la primera ona d'emancipació gai al carrer Magnus Hirschfeldufer a Berlín
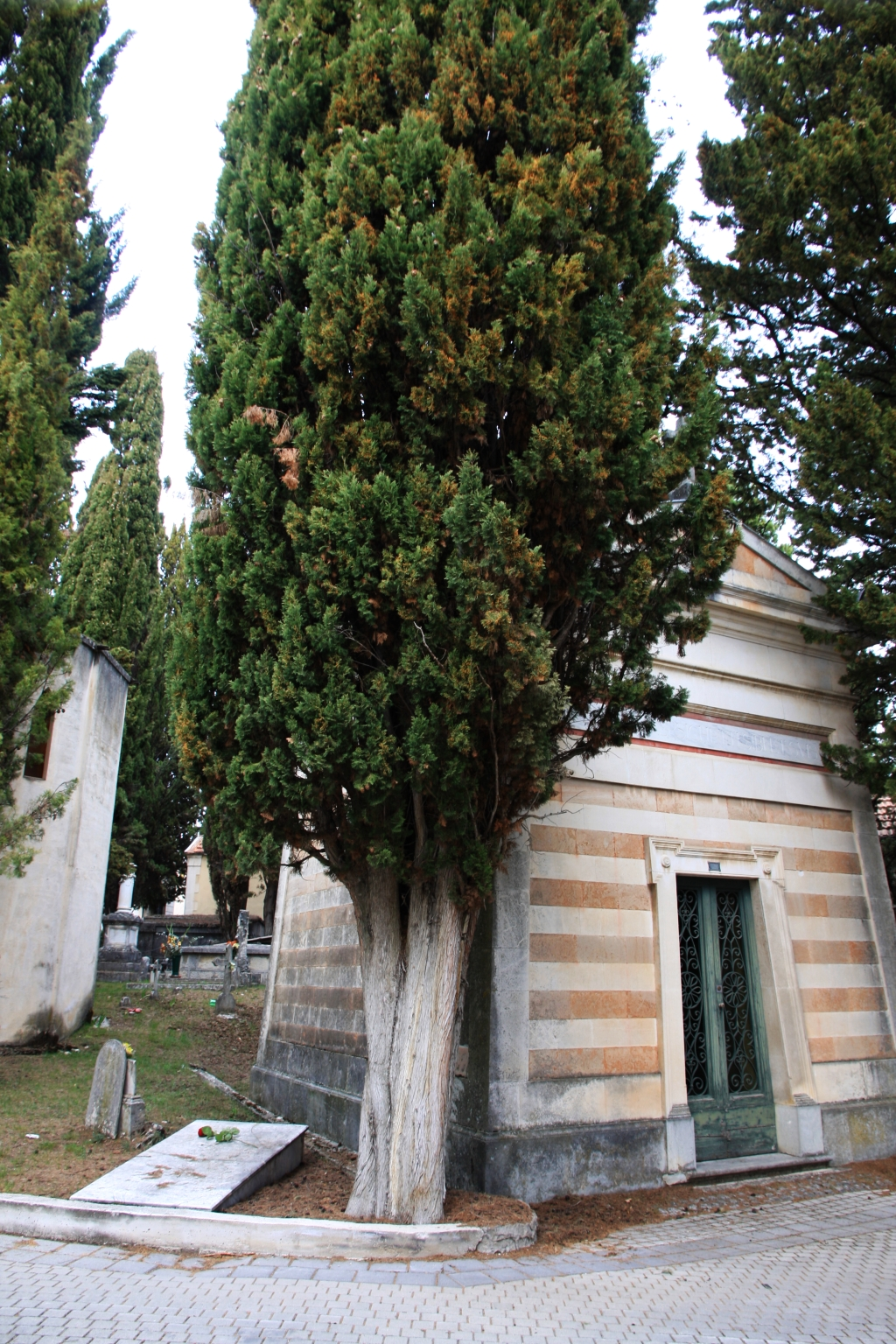
Sepulcre d'Ulrichs al cementiri de L'Aquila
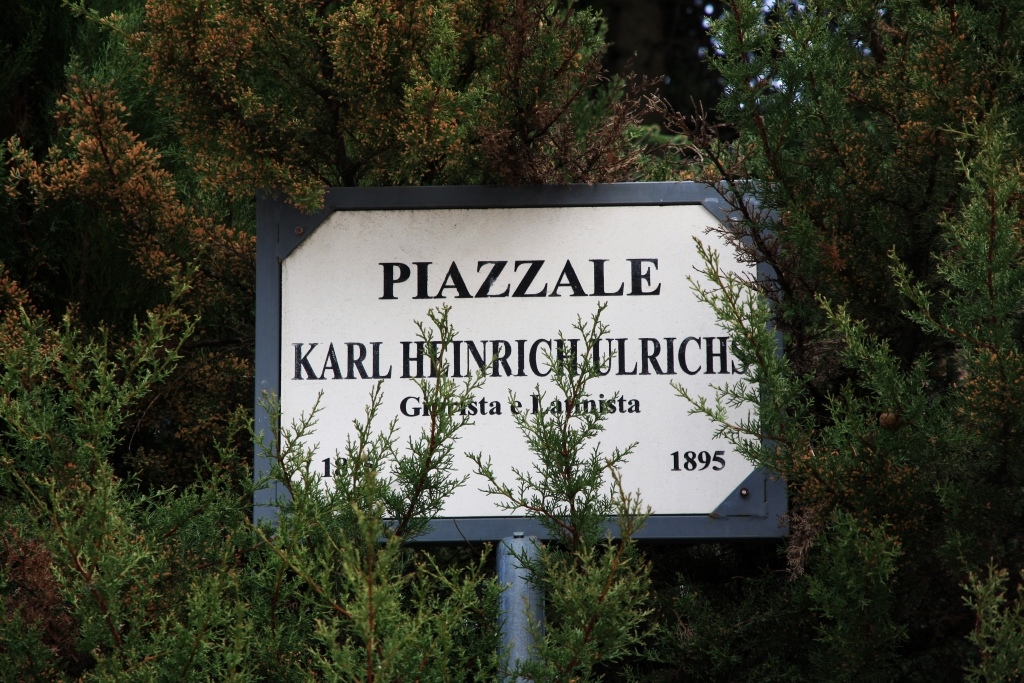
Piazzale Karl Heinrich Ulrichs a L'Aquila